# شارلوته دي فوس
شارلوته دي فوس هي لاعب هوكي الحقل بلجيكية، ولدت في 8 أكتوبر 1983 في أنتويرب في بلجيكا.

## وصلات خارجية
- شارلوته دي فوس على موقع الاتحاد الدولي للهوكي (الإنجليزية)
- شارلوته دي فوس على موقع اللجنة الأولمبية الدولية (الإنجليزية)
- شارلوته دي فوس على موقع أوليمبيديا (الإنجليزية)